# Димитрина Мітова-Джонова
Димитрина Мітова-Джонова — болгарська вчена, історик і археолог, професор. Народилася в місті Софія в 1924 році, де здобула початкову, середню та вищу освіту. Її батьки родом із села Бераїнці Трунського району. Після завершення вищої освіти в Софійському університеті «Климент Охридський» у 1948 році за спеціальністю «Історія» та другою спеціальністю класична філологія та дворічна спеціалізація з античної історії та археології вона працювала у Відінському та Свіштовському археологічних музеях, а пізніше в Національному інституті пам'яток культури. Проф. Мітова-Джонова завершує свій земний шлях 19 березня 2015 року в Софії.

## Наукова діяльність
В Інституті мистецтвознавства БАН захистила абілітаційну дисертацію на тему «Національне і регіональне в культурному розвитку Дунайської рівнини» на здобуття наукового звання «професор» (1986) та дисертацію на тему «Походження протосардинської культури нурагів. Походження і сутність» в Інституті трахології БАН для присудження наукового ступеня «доктора наук» (1988).
Димитрина Мітова-Джонова активно працювала в 1970-х, 1980-х і 1990-х роках на території районів Перніш і Плевен. Вона була першовідкривачкою культового храму-криниці біля села Гарло в 1972 році, який, за її словами, є найдавнішою з відомих споруд на території Болгарії. Серджіо Фрау називає її «нашою доброю пані колодязів» через її великі дослідження шумерської прото-сардинської культури нурагів.
У 1989—1990рр розпочинаються археологічні дослідження давньоримського міста Дімум (коло Белене), нав'язаний будівельними роботами на подвір'ї початкової школи «Василь Левський». У результаті було встановлено межі фортеці, де західна прямокутна зовнішня вежа фланкувала західні ворота та оголилася ділянка південної фортечної стіни з П-подібною вежею.
Вона також керувала археологічним дослідженням фортеці Стенос (таверна Марка) на перевалі Траянових воріт у 1978—1987 роках.
Вона зробила значний внесок у вивчення видобутку металу в Самоковську пізньої античності в світлі археологічних матеріалів с. Поповіане (доповіла нею на Першому симпозіумі з історії гірничої справи в Південно-Східній Європі) та археологічні дані про металургію пізньої античності на території Болгарії.
Після виходу на пенсію проф. Мітова-Джонова працювала над проблемами шумерсько-протосардинської культури, фетишизму, монотеїзму, політеїзму, космогонії, теогонії та астрономічної доктрини епохи бронзи в Південно-Західній Євразії.
Її праця «Протосардинська культура нурагів. Яхавізм і християнство» зачіпає широкий спектр проблем неврології та виходить за рамки проблем палеобалканістики та тракології. Аналіз багатої наукової документації та її знання в розтині культури Нурагі проф. Джонова робить якісно нову інтерпретацію багатьох пам'яток і явищ цієї прото-сардинської культури та вперше пояснює багато її міфів крізь призму Старого Заповіту.

## Наукові публікації
Є авторкою багатьох книг і наукових публікацій, серед яких:
- «Сардинська шумерська жрецька храмова формація з металургійним і торгово-транспортним господарством IX—VI ст. до н. Монотеїзм. Книга 1. Частина 2: Бронзова скульптура». ИК Агенция ДАН — Ейдженси, Софія, 2012.
- «Походження та природа протосардинських священних колодязів ІІІ-І тис. до н. е.». ИК «Иврай», 2007р
- «Протосардинська культура нурагів. Походження і сутність», Софія, УІ «Климент Охридски», 1993
- «Національне та регіональне в культурно-історичному розвитку Придунайської рівнини». Софія: Болгарська академія наук, 1989 (у співавторстві з Александром Фалем)
- «Пізньоантична кераміка в селі Поповане Самоковсько». Софія: вересень 1988 р
- «Національне та регіональне в культурно-історичному розвитку Придунайської рівнини». Софія: Вид. БАН, 1989
- «Антична скульптура з Відінського музею» (у співавторстві з Йорданкою Атанасовою-Георгієвою). Софія: вересень 1985 р
- «Археологічні пам'ятки в Пернишком районі». ДИ «Септември», 1984р
- «Мегалітичний храм-колодязь біля села Гарло, район Перніш», Софія: Національний інститут пам'яток культури, 1984 р.
- «Археологічні пам'ятки в районі Плевен». Софія: ДІ Септември, 1979